# Eugène Silvain
Eugène Charles Joseph Silvain, född 1851 i Bourg-en-Bresse, Frankrike, död 1930 i Marseille, Frankrike var en fransk skådespelare.
Silvain var tillknuten Comédie-Française från 1883. Som 76-åring påbörjade Silvain inspelningen av sin enda filmroll, som biskop Pierre Cauchon, i Carl Th. Dreyers storfilm "En kvinnas martyrium".

## Filmografi
- 1928 - En kvinnas martyrium